# Zircone Y-TZP
La zircone Y-TZP (Yttria Tetragonal Zirconia Polycrystal)  est une céramique technique constituée à 100 % de polycristaux tétragonaux métastables d'oxyde de zirconium après adjonction d'environ 2 à 3 % molaire d'oxyde d'yttrium (Y2O3) en tant qu'agent stabilisateur. L'adjonction d'un agent stabilisateur est un élément indispensable à l'obtention d'un polycristal ayant une structure parfaitement stable.
La zircone pure présente une évolution cristallographique en fonction de sa température, lors de la mise en forme et du refroidissement entre 1 000 °C et 1 100 °C, la phase quadratique devient monoclinique. Ce changement cristallographique s'accompagne d'une variation volumique de 3 % qui pourrait être dommageable au matériau. En raison de cette caractéristique de la zircone pure, l'utilisation d'un additif dopant, tel que l'oxyde d'yttrium (Y2O3) est indispensable afin de stabiliser la forme cubique ou quadratique de la zircone à température ambiante.
Elle possède des propriétés particulièrement adaptées au comportement des tissus biologiques.

## Propriétés mécaniques
La céramique Y-TZP présente, en plus d'une biocompatibilité élevée, des propriétés chimiques, physiques, mécaniques, et thermiques qui sont d'un grand intérêt pour l'implantologie dentaire.

### Rugosité
La présence plus ou moins importante d'aspérités à la surface d'un matériau est une propriété dont la prise en compte est indispensable en implantologie. Plus la rugosité est faible, ou encore plus sa surface est lisse, et plus son intérêt sur le plan parodontal grandit : une fois lisse, la surface de la zircone, associée à sa neutralité électrique, favorise une diminution des sites d'ancrages de la plaque bactérienne et facilite l'hygiène, facteur essentiel dans toute maintenance parodontale, en particulier lors de réhabilitation prothétique sur implants,.
La rugosité de la zircone dépend de plusieurs facteurs : la taille des grains, sa densité ainsi que sa porosité.

## Processus de mise en forme
La zircone Y-TZP est créée par frittage, une des méthodes permettant l'obtention de céramiques techniques et de prototypes de pièces mécaniques. Cette technique peut être décrite comme une consolidation d'un matériau par traitement thermique. La taille des grains et la densité du matériau dépendent étroitement des conditions de frittage.
L'emploi d'un Hot Isostatic Pressing (HIP, « presse isostatique à chaud ») post-frittage améliore la microstructure et les propriétés (usure, contrainte à la rupture) des biocéramiques utilisées dans le domaine dentaire (alumine et zircone).
Le frittage de la zircone permet de créer des liaisons atomiques courtes et solides, d'où un module de Young de l'ordre de 200 GPa, signifiant que ce matériau possède une rigidité élevée.

## Intérêt en implantologie dentaire
La biocompatibilité de la zircone Y-TZP en fait un matériau très bien toléré par les tissus mous, permettant d'obtenir dans le cadre d'une implantation zircone-titane, une stabilité des tissus mous péri-implantaires à long terme. L'adhésion des fibroblastes et  ostéoblastes est plus importante que dans le cas d'utilisation de titane.
L'avantage avancé par les fabricants de prothèses et d'implants dentaires est la prévention des péri-implantites.